# Lev von Rosental
Die Lev von Rosental (tschechisch Lev z Rožmitálu) waren ein bedeutendes böhmisches Adelsgeschlecht. Sie benannten sich nach der Stadt Rosental und ihrem Herrensitz der Burg Rosental in Mittelböhmen.
Größte Macht und Einfluss auf die Geschicke Böhmens hatten die Angehörigen dieser Familie im 15. und 16. Jahrhundert.

## Wappen
Ein Schild, geteilt durch ein Kreuz. Im ersten und vierten blauen Feld befanden sich goldene Löwen, im zweiten und dritten goldenen Feld ein schwarzer Saukopf.

## Besitztümer
Bresnitz, Drohnitz, Frauenberg, Horschowitz, Hrutovice, Klenau, Konitz, Opálka, Petzka, Petršpurk, Pfraumberg, Písek, Platten, Podschedlitz, Rokitnitz, Rokitzan, Rosenthal, Rýzmburk, Schnella, Skály, Strakonitz, Tieschetitz,  Tschischkau, Vohančice, Welhartitz, Zbiroh, Zdechovice.

## Geschichte der Familie
Die Familie stammt nach Ansicht von Palacký dem alten böhmischen Geschlecht der Buzický z Buzic, aus dem noch weitere Adelshäuser wie die Zajíc von Hasenburg hervorgegangen sind. Er sieht den zwischen 1109 und 1110 nachweislichen Ritter Jetříšek von Buzovice als Urvater an.

## Genealogie

### Buzický z Buzic
1. Jaroslav (erwähnt von 1196 bis 1211) bedeutender Landherr.
  1. Hermann (Heřman) (erwähnt von 1213 bis 1244)
  2. Jaroslav (erwähnt von 1232 bis 1237), Mundschenk
  3. Budislav von Bresnitz (Budislav z Březnice) (erwähnt von 1224 bis 1240), war Königsrat bei Wenzel I. und auch im Ausland eine bekannte und verehrte Persönlichkeit.
    1. Ulrich (erwähnt von 1251 bis 1264)

### Von Rosental
1. Ulrich (Oldřich) (erwähnt von 1251 bis 1264), Sohn des Budislav von Bresnitz, tapferer Mann und Lehnsmann des Ottokar II. Přemysl, der 1257 mit anderen Adeligen die Stadt Mühldorf neun Tage lang verteidigte und die Burg Rosental erbauen ließ. Er war auch der erste, der sich Lev von Rosental nannte (ursprünglich Rosenthal nach dem böhmischen Wort Růžodol).

Die Linie ist in den folgenden Jahren unterbrochen. Erwähnt wurden
- 1318 Ulrich
- Mitte des 14. Jahrhunderts Brüder Sezema und Ulrich.

1. Sezema († nach 1378) schenkte 1347 seine Hälfte an Rosental dem Erzbistum Prag. Verheiratet mit Schkonka.
  1. Wilhelm, von 1400 bis 1415 Domherr auf Vyšehrad, 1408 bis 1414 Pfarrer in Bubovice
  2. Zdeniek († vor 1398), (erwähnt 1367 bis 1388), Mitglied im Landesgericht.
  3. Johann († 1430), begraben im Kloster in Taus.
    1. Zdeniek († nach 1454), erwähnt seit 1398, seit 1405 Henker im Landkreis Pracheň, nach 1419 verwaltete er den erzbischöflichen Teil von Rosental. Nach 1437 wurde er in das Landesgericht berufen. 1452 bestimmte er Georg von Podiebrad zu seinem Verwalter.
    2. Jaroslav (* um 1425; † 1480)
    3. Protiva
      1. Markete († 1496), heiratete Georg von Schwanberg.

    4. Johanna von Rosental († 12. November 1475 in Melmitz), böhmische Königin von 1458 bis 1471, heiratete um 1450 Georg von Podiebrad, den späteren König von Böhmen. Sie wurde vor allem wegen ihrer Weisheit und der Liebe zur Nation und dem Volk geliebt.

### Lev von Rosental
1. Jaroslav (* um 1425; † 1480)
  1. Zdeniek Lev (* um 1470)
    1. Adam († 1564), versuchte vergeblich das Vermögen des Vaters zusammenzuhalten. Er verließ Böhmen und wurde vom Olmützer Bischof Johannes Dubravius aufgenommen, der ihm und seinen Söhnen den Lehnshof Blansko. Einiges an Geld brachte seine Frau Anna Haugwitz von Biskupitz († 1563) mit.
      1. Zdeniek (†1580), Landeshauptmann verheiratet mit Esther von  Doubravice. Seine Höfe wurden nach seinem Tod verkauft.
        1. Johann schloss sich dem Bauernaufstand an und wurde 1625 hingerichtet.
        2. Zdeniek schloss sich dem Bauernaufstand an und wurde 1625 hingerichtet.
        3. Maximilian, Mitglied im Kaiserrat und Höchster Richter in der Markgrafschaft Mähren, war verheiratet mit Magdalena z Vlčíhory.
          1. Zdeniek Franz, Geheimrat und Kämmerer unter Ferdinand II. (HRR), Hofrichter des Bistums Olmütz.
            1. Kaspar Melichar Balthasar († 1667)
            2. Zdeniek Wenzel († 1680)
              1. Franz Balthasar
              2. Karl Maximilian († 1704), Hauptmann des Kreises Olmütz
                1. Tochter
                2. Tochter
                3. Maxmilian Ignaz Karl (* 1691), Urahne der Freiherrn Löw von Rosenthal

              3. Bernhard Anton
                1. Franz Karl, verheiratet mit Elisabeth von Bouissan, der er auch sein Vermögen vermachte.
                2. Bernart Anton auf Poruby und  Hrozová († 1765), starb ohne männliche Nachkommen

  2. Katharina